# اورواشراجو
اورواشراجو (به اسپانیایی: Uruashraju) یک کوه در پرو است که در Peru, Ancash Region واقع شده‌است. اورواشراجو ۵٬۷۲۲ متر بالاتر از سطح دریا واقع شده‌است.